# Adelaide Ames
Pour les articles homonymes, voir Ames (homonymie).
Adelaide Ames (3 juin 1900 — 26 juin 1932) est une astronome et une assistante de recherche à Harvard. Elle contribua à l’étude des galaxies. Elle est coauteur de A Survey of the External Galaxies Brighter Than the Thirteenth Magnitude, qui sera plus tard connu sous le nom de Catalogue Shapley-Ames. Ames était membre de l’American Astronomical Society. Elle a été contemporaine de Cecilia Payne-Gaposchkin et a été sa meilleure amie à l'observatoire.
Ames est morte dans un accident de bateau en 1932, la même année que la publication du catalogue Shapley-Ames. Elle est enterrée au Arlington National Cemetery.

## Biographie
Adelaide Ames est la fille de T.L. Ames qui fut colonel dans l’U.S. Army. Elle étudia au Vassar College jusqu'en 1922 puis au Radcliffe College qui avait récemment ouvert un cursus d'astronomie. Ames fut diplômée en 1924, elle fut la première femme à obtenir un M.A en astronomie à Radcliffe. Elle voulait au départ devenir journaliste mais elle ne trouva pas d'emploi dans ce domaine et accepta un poste d'assistante de recherche à l’Harvard College Observatory (HCO), poste qu'elle garda jusqu'à sa mort. Son travail fut principalement le catalogage des galaxies dans les amas de Coma et de la Vierge. En 1931, le catalogue terminé incluait près de 2 800 objets. Ce travail la fit entrer à l'International Committee for Nebulae.
Le 3 juin 1932, alors en vacances à Squam Lake, Ames faisait du canoé avec un ami sur le lac quand le canoé chavira. Elle fut déclarée noyée et son corps fut retrouvé après dix jours de recherche le 5 juillet 1932.

## Recherches à Harvard
En 1921, Harlow Shapley devint directeur du HCO et peu après embaucha Ames comme assistante. Ses premières tache à Harvard furent l'identification des objets NGC/IC. En 1926, Shapley et elle publièrent plusieurs articles sur les formes, les couleurs et les diamètres des galaxies de 103 NCG. En 1930 elle publia A catalog of 2778 nebulae including the Coma-Virgo group qui identifiait les objets de 214 NGC et 342 IC dans l'Amas de la Vierge.

### Catalogue Shapley-Ames
Elle travailla à l'HCO avec Harlow Shapley sur le catalogue Shapley-Ames qui listait les galaxies de magnitude inférieure à 13. À partir de leurs observations d'environ 1250 galaxies, ils trouvèrent des preuves que la répartition des amas près du Pole Nord de la Voie lactée diffère de celle près de Pole Sud. Ces résultats furent significatifs car leur découverte « d'irrégularités dans la distribution générale » des galaxies déviait de l'hypothèse d'isotropie.